# Moord in de martelstoel
Moord in de martelstoel is een detectiveverhaal van Agatha Christie. Het boek verscheen oorspronkelijk in het Verenigd Koninkrijk in 1940 onder de titel One, Two, Buckle My Shoe en werd uitgegeven door Collins Crime Club, In de Verenigde Staten werd het in 1941 uitgegeven door Dodd, Mead and Company onder de titel The Patriotic Murders. In 1953 werd het daar opnieuw uitgebracht onder An Overdose of Death. In 1950 werd het boek naar het Nederlands vertaald en wordt sindsdien verdeeld door Luitingh-Sijthoff.

## Verhaal
Hercule Poirot heeft net een bezoek bij zijn tandarts Henry Morley achter de rug. Bij het buitengaan ontmoet hij Mabelle Sainsury Seale. Poirot bezorgt haar een schoengesp die ze net verloren was. Enkele uren later verneemt hij van inspecteur Japp dat Morley stierf ten gevolge van een geweerschot. Tussen Poirots afspraak en de dood van de tandarts waren er drie patiënten: bankier Alistair Blunt, Mabelle en de Griek Amberiotis. Japps theorie is: Amberiotis stierf in de tandartsstoel aan een overdosis anestheticum waarop Morley zichzelf van het leven heeft beroofd. Poirot is het niet eens met deze veronderstelling. Morleys partner Reilly heeft geen motief. Secretaresse Gladys werd weggeroepen nadat ze een telegram ontving met een vals bericht. Haar vriend Frank Carter zou een motief kunnen hebben: Morley trachtte er alles aan te doen dat Gladys hem niet zag. Andere patiënten op die dag waren de Amerikaan Howard Raikes, die niets van Blunt moest hebben, maar wel verliefd is op diens nicht Jane Olivera. Meneer Barnes is een gepensioneerd civiel beschermer die vertelt dat Amberiotis een spion en oplichter is. Hij vermoedt dat Blunt het doelwit was.
De volgende ochtend wordt het volledig verminkte lichaam van Mabelle gevonden in het appartement van mevrouw Albert Chapman. Albert is ook zoek. Poirot merkt al snel op dat Mabelle andere schoenen draagt en een onderzoek op de tanden, waarbij de dossiers van de tandarts worden gebruikt, toont aan dat het lijk van Albert is. Na een tweede moordpoging op Blunt achterhaalt Poirot dat de tuinman in werkelijkheid Frank Carter is. Na een tip van meid Egnes Fletcher wordt Carter beschuldigd van de moorden en moordpogingen met als bewijs dat Carter het moordwapen bij zich had. Carter, die buiten op wacht stond op Jane, beweert dat er voor hem twee mensen de praktijk van de tandarts verlieten. Toen hij de praktijk binnenstapte, was de tandarts reeds dood.
Poirot brengt een bezoek aan Alistair Blunt om de moorden uit te leggen. Mabelle en de voormalige vrouw van Blunt, Gerda, waren vroeger actrices in Indië en kennen elkaar. Het huwelijk was niet goed en Gerda veranderde haar naam in Helen Montressor. Sindsdien doet ze zich voor als een verre Canadese nicht. Ze woont nog steeds op het landgoed van Blunt en zijn nooit gescheiden. Blunt werd rijk nadat hij hertrouwde, maar hield de bigamie geheim uit vrees dat hij zou worden geruïneerd. Zijn tweede vrouw is ondertussen gestorven. Mabelle ontmoette Blunt en zijn nicht, maar realiseerde zich niet dat Blunt de bankier was die Engeland van een financiële ramp heeft weerhouden. Amberiotis wist dit wel en chanteerde de bankier sindsdien.
Gerda blijkt ook mevrouw Albert Chapman te zijn. Zij nodigde Mabelle uit en vermoordde haar. Daarna nam zij haar identiteit over. De verminkte vrouw in de koffer was dus in realiteit wel Mabelle.
Volgens Poirot vermoordde Blunt zijn tandarts Morley en riep de volgende patiënt binnen. Hij liet uitschijnen het gebouw te verlaten wanneer de valse Mabelle de praktijk instapte. Samen verborgen ze het lichaam in de aanpalende kamer. Daarna verwisselden ze het dossier van Mabelle met een vals dossier van een zekere Mevrouw Albert Chapman: een vrouw die in werkelijkheid nooit heeft bestaan. Blunt verkleedde zich als tandarts. Gerda, in de rol van Mabelle, verlaat het kantoor. Blunt roept de volgende patiënt binnen: Amberiotis. Hij geeft hem een overdosis en verlegt het lijk van de tandarts terug naar de praktijkkamer. Daarna verlaat hij het huis. Hij laat dit wapen nog twee keer afgaan, onder het mom dat iemand hem wou vermoorden, en zorgt ervoor dat het wapen bij de tuinman terecht komt.

## Verfilming
Het boek werd in 1992 verfilmd voor de televisiereeks Agatha Christie's Poirot met David Suchet als Poirot. Deze adaptatie is over het algemeen trouw aan het boek, maar heel wat personages werden verwijderd. Ook de rol van Gerda is sterk ingekort.

## Trivia
- De oorspronkelijke titel One, Two, Buckle My Shoe komt van het gelijknamige Engelstalige kinderversje.